# アグア・サルー駅

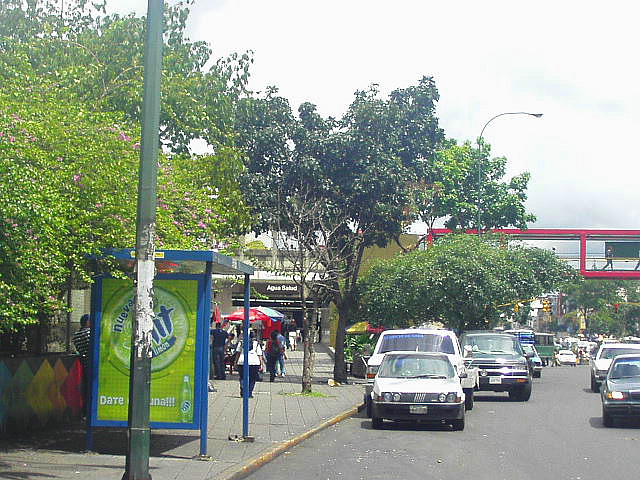
アグア・サルー駅南出口（2004年6月）

アグア・サルー駅（アグア・サルーえき、Estación Agua Salud）は、ベネズエラのカラカス市にあるカラカス地下鉄1号線の地上駅である。アグア・サルーとは、スペイン語で「健康水」を意味し、近くを流れるアグアサルー沢に由来する。首都地区リベルタドル市のラ・パストーラ区とベインテ・イ・トレス・デ・エネーロ区の境界に位置する。1983年1月2日に開業。

## 駅の構造
ホームは相対式2面2線で地上にある。駅舎はホームをまたいで架けられ、南のベインテ・イ・トレス・デ・エネーロ通り（1月23日通り）と同じ高さだが、北のスクレ通りより高く、同方面へは階段で出口と行き来する。

## 駅の周辺
南の丘は団地が立ち並ぶベインテ・イ・トレス・デ・エネーロ（1月23日）という地区である。北にはスクレ通りが並行して走る。この通りを渡った北側に商店が並ぶ。そこからさらに北はアビラ山の麓まで住宅地が広がる。

## 隣の駅
カラカス地下鉄
1号線
ガト・ネグロ駅 - アグア・サルー駅 - カーニョ・アマリージョ駅